# Phucocoetes latitans
Phucocoetes latitans, es una especie de pez actinopeterigio marino, la única del género monotípico Phucocoetes de la familia de los zoárcidos.

## Biología
Con el cuerpo alargado típico de la familia y una longitud máxima descrita de 10,9 cm.
Es conocido porque se asocia con algas marinas, con adultos que desovan en áreas intercociales rocosas donde guardan sitios de anidación. Debido a la asociación de esta especie con los bosques de algas marinas, es probable que se vea afectado por las muertes de algas marinas que se producen en los años El Niño.

## Distribución y hábitat
Se distribuye por aguas del suroeste del océano Atlántico, desde las costas patagónica de Mar del Plata (Argentina), hasta las islas Malvinas y Tierra del Fuego (Chile). Son peces marinos de comportamiento demersal, un morador bentónico.